# 長野県営飯田野球場
長野県営飯田野球場（ながのけんえい いいだやきゅうじょう）は、長野県飯田市三日市場の飯田運動公園内にある野球場。2015年（平成27年）から2025年（令和7年）までの命名権名称は綿半飯田野球場（わたはんいいだやきゅうじょう）。

## 歴史
伊那谷の高台に位置し、多目的グラウンド、弓道場、テニスコートなども併設される運動公園内にある。
長野県が総事業費約8億円を投じて建設し、1989年（平成元年）春に開場した。同年4月29日にはオープン記念試合としてプロ野球ウエスタン・リーグ公式戦・中日ドラゴンズ対阪神タイガースの招待試合（飯田市、中日新聞社、中日ドラゴンズ主催）が開催され、立浪和義、山崎武司、藤王康晴ら人気選手が出場したことから、県内外から約6000人のファンが観戦した。この試合では中日の宮下昌己が阪神打線を5安打に抑えて完封し、打線も山崎の2点本塁打などで8得点を挙げ、8対0で勝利している。バリアフリーに対応しており、ナイター設備や電光掲示板も完備されている。たびたび、プロ野球イースタン・リーグ公式戦が行われていたが、近年は主にアマチュア野球や高校野球の使用が主である。高校野球では大会公式戦が行われるほか、飯田下伊那の高校で構成される「飯伊リーグ」と呼ばれるリーグ戦などが行われる。2007年（平成19年）からベースボール・チャレンジ・リーグの信濃グランセローズの主催試合を行っている。
2015年（平成27年）1月23日、綿半ホールディングス株式会社が長野県営飯田野球場のネーミングライツ・パートナーになったことを発表。2015年（平成27年）4月1日から2025年（令和7年）3月31日の10年間は綿半飯田野球場という名称となった。
2017年（平成29年）、観客席とスコアボードの改修を実施。スコアボードは二枠の全面表示タイプとなり、球速や気温表示も備わった。

## 施設概要
- 外野：天然芝
- 両翼：95.2 m、中堅：120 m
- 照明設備：
- スコアボード：LED式（2016年（平成28年）までは磁気反転式、チーム名・選手名表示はフリーボード対応）
- 収容人員：8,903人（バックスタンド3,084人、内野1,507人、外野4,312人）

## 交通
- JR飯田線 飯田駅より車で約15分。
- 中央自動車道 飯田インターチェンジより車で約10分。